# DeviantArt
DeviantArt（2001年至2014年間稱為deviantArt，简称：DA），是一个为艺术家展示各自作品、并交流讨论而设计的社交网路服务网站。它以分类系统为基础，辅以个人日志、新闻、社区论坛、每日作品、人气榜、最爱、收藏和可嵌套的评论与回复系统构建起具有自身特色的社交网路。至2010年8月DA已有2500万用户注册并收到超过1亿个各种作品的投稿。DA的用户每天共能发表约20万个新作品，添加约200万次“最爱”和发表约200万条评论。

## 创始
最初作为音乐网站的一部分由、和Angelo Sotira在2000年8月7日上线。并在8个月后正式成立独立公司。

## 概况

使用至2014年12月的旧版Logo

### 注册
用户无需注册即可浏览网站内的大部分内容，但需要参与时（如投稿、收藏、评论等）则必须拥有一个账号。DA对注册用户的身份没有限制。
DA的绝大部分服务都是免费的，但交费的高级会员可以享有便于浏览的一些附加功能。附加功能不会影响人气排名。

### 作品投稿
DA接受各式各样的投稿内容，包括但并不限于：摄影、数位绘画、传统绘画、文学、动画、程式外观、教學。
用户可以根据作品性质选择对某些群体的用户不显示。
针对作品的版权，DA有传统的“保留所有权利”和“知识共享”两种作品的授权方式供用户选择。

### 分类系统
DA使用树状的分类系统对用户投稿的作品进行归类整理，并辅以关键字和标题检索功能供用户在站内寻找想要的作品。对于检索出来的结果，则可以依据人气或者投稿时间两种方式进行排序，用户还可以依据投稿的时间段进行进一步的排序。

### 关注系统
用户可以将自己喜欢的作者的动态加入到自己的“关注（Watch）”中以跟踪该作者的作品发表情况。用户所关注的各个作者的动态会在資訊中心汇总，从而得到类似于RSS系统的聚合更新通告。

### 收藏系统
用户可以将自己喜欢的作品收藏到自己的“最爱（favorite）”中，并使用“收藏集（collection）”进行分类整理。新增到最爱的作品可以在自己的“最爱画廊”中展示，让不善于绘画的用户也可以参与其中。

### 评论系统
用户可以在其他用户的首页、日志、作品等处发表评论，其他用户可以针对评论进行跟帖。 DA的评论系统是嵌套式的，用户可以在同一页面下进行条理清晰的讨论。页面的所有者可以隐藏不希望看到的评论。
DA高级会员还可以使用专业评论系统针对某一作品撰写带有星级评价在内的全面而详尽的评论。这种评论显示在被评作品的正下方，但需要得到被评作者的审核通过后才能显示。专业评论本身也被作为一种作品来要求，也可以被评价。

### 每日特色作品
每日特色作品（Daily Deviation）是由一般用户向管理员推荐，经讨论通过后放在DA首页展示的有特色的作品。此栏目每天更新一次，作为对人气排序系统的一种补充，让不知名的特色作者可以得到更多关注。

### 群组系统
用户可以建立以某种对象、創作形式、創作題材为中心的群组，并透过群组分享、展示自己的作品，或進行意見交流。

## 用语
DeviantArt的社群有一些约定俗成的常用语，了解这些用语可以减少误会。
DADeviantArt網站的簡稱。
DeviantDeviantArt用户
Deviation作品
DD每日特色作品
dAmnDA訊息網路（deviantART Messaging Network的缩写）

## 外部連結
- 官方网站